# Andrea Chapela
Andrea Chapela (1990, Ciudad de México) es una escritora mexicana, ganadora del Premio Nacional de Literatura de Cuentos Gilberto Owen, el Premio Nacional de Literatura Juan José Arreola y el Premio Nacional de Ensayo Joven Jose Luis Martínez. Chapela colabora regularmente en revistas literarias como Revista Principia, Este País, Revista Literal, Vaso Cósmico y Tierra Adentro.

## Estudios
Se graduó como química en la UNAM, aunque nunca ejerció. Posteriormente estudió la maestría en Fine Arts con especialidad en escritura creativa en español, en la Universidad de Iowa, Estados Unidos. También es exalumna del Clarion West Writers Workshop para fantasía y ciencia ficción, clase de 2017.
También estudió la maestría de Estudios de Asia y África en el Colegio de México

## Trayectoria
Andrea Chapela comenzó su carrera como escritora a los 15 años de edad, publicando fanfics en internet. Sin embargo, formalizó su oficio a los 15 años, cuando escribió su primer libro. Este texto se publicó en 2009 y marcó el inicio de la tetralogía Vâudïz (La heredera, El creador, La cuentista y El cuento), los cuales se terminaron de publicar en 2015 por la Editorial Urano. 
Chapela fue becaria del programa Jóvenes Creadores del FONCA en 2016 y en 2020 por una colección de cuentos de ciencia ficción, algunas de estas historias han sido publicadas en Samovar, Tierra Adentro y Alucinadas IV, una antología española. También fue becaria del Ayuntamiento de Madrid en una residencia de escritura en 2019.
La colección de cuentos Un año de servicio a la habitación fue publicada por la Universidad de Guadalajara en 2019 y ganó el Premio Nacional de Literatura Juan José Arreola.

## Obras
- Todos los fines del mundo (Penguin Random House, 2025)

• The Visible Unseen (traducción al inglés por Kelsi Vanada de Grados de miopía, Restless Books, 2022)
• Ansibles, perfiladores y otras máquinas de ingenio (Almadía, 2021)
• Trece narrativas contemporáneas (Fondo Blanco, 2021)
• Los mejores narradores jóvenes en español/ Granta: The Best of Young Spanish-Language Novelists (Vintage Español, 2021)
• Grados de miopía (Tierra Adentro, 2019)
• Tetralogía de Vaudiz (La Heredera, EI creador, La cuentista, El cuento) (Puck, 2015)
• Ahora lo sientes

## Premios y reconocimientos
Entre los reconocimientos otorgados a Andrea Chapela se encuentran: 
- (2018) Ganadora del Premio Nacional de Literatura Gilberto Owen por Ansibles, perfiladores y otras máquinas de ingenio.
- (2019) Obtuvo el Premio Nacional de Cuento Juan José Arreola por el libro Un año de servicio a la habitación
- (2019) Premio Nacional de Ensayo Joven José Luis Martínez por Grados de miopía